# Sanhe (socken i Kina, Guangxi, lat 24,36, long 110,33)
Sanhe (kinesiska: 三河乡, 三河) är en socken i Kina. Den ligger i den autonoma regionen Guangxi, i den södra delen av landet, omkring 270 kilometer nordost om regionhuvudstaden Nanning.
Genomsnittlig årsnederbörd är 2 319 millimeter. Den regnigaste månaden är juni, med i genomsnitt 485 mm nederbörd, och den torraste är oktober, med 51 mm nederbörd.